# Chwarzno (powiat Kościerski)
Chwarzno is een plaats in het Poolse district  Kościerski, woiwodschap Pommeren. De plaats maakt deel uit van de gemeente Stara Kiszewa en telt 184 inwoners.